# Hieracium ajmasianum
Hieracium ajmasianum es una especie de planta con flor del género Hieracium, de la familia Asteraceae, orden Asterales.

## Distribución
Hieracium ajmasianum se distribuye por Marruecos.

## Taxonomía
Fue descrita científicamente por Dobignard.